# Лісова Лисіївка
Лісова́ Лисіївка — село в Україні, у Калинівській міській громаді Хмільницького району Вінницької області. До 1959 року входило до складу Турбівського району. Населення становить 1416 осіб.
В документах XIX ст. згадується під назвою Лосіївка .

## Історія
Вивчаючи документальні матеріали про Лісову Лисіївку, дослідники звернули увагу на той факт, що досить активно проводилися земельні розмежування в 1566–1570 рр.
Пан Гнівош Дмитрович Стрижавський звернувся до польського короля з проханням призначити роз'єднувальну комісію, прохання було задоволено.
23 квітня 1570 року прибули королівські комісари (одночасно їм було доручено непросту справу розмежування Київського, Подільського та Брацлавського воєводств) з понятими і свідками, саме вони і позначили межовий кордон між стрижавськими і мізяківськими ґрунтами по всьому периметру: від Якушенців до прилуцької п'яти (п'ята сходина, пограниччя трьох маєтків).
В протоколі цього відводу відзначається пограниччя від Сальника до Дубровки і далі до річки Жерді, на якій лозовий і березовий острів. Саме біля цього острова на річці Жердь і з'явилися комісарам особисто землевласники Брацлавського воєводства благородні пани Іван Лисень, Сергій, Семен Демишенки прилуцькі і сказали, що «від цієї річки Жердь границя наша прилуцька і п'ята зі Стрижавкою і Мізяковим».
Акт комісарський укладено було 24 квітня 1570 року в Стрижавському замку, а відтак занесено до Вінницьких міських книг. Саме цей документ вказує на існування станом на 23 квітня 1570 року на річці Десні, на північний схід од Вінниці та села Прилука, котре мало точно визначені межі з сусідніми землеволодіннями, села Лісова Лисіївка, що знаходилось на правому березі річки Жердь, притоці Десни. На лівому ж березі Жерді було село Холявинці (в майбутньому, а саме 6 липня 1957 року, ці села об'єднуються в один колгосп під назвою «Перемога», а об'єднане село отримає назву Лісова Лисіївка.
Давній дослідник Брацлавщини Ц. Нейман зазначає, що відповідно до характеру поверхні ґрунту Вінницький повіт (а це 15 сучасних районів) поділяється на дві різні частини: лісову, північно-західну, що й досі зветься в народі «ліси», та степову, південно-західну, по-народному на сьогодні: «степи». Щонайбільше земель Вінницького повіту належить Марчинському (воєвода, землевласник) на лівому березі Богу (Південного Бугу). Проте описані Нейманом «Чорні ліси» і «Стара Дубина» на землях сіл Гулівці, Писарівка, Радівка та лісові ґрунти сіл Гущенців і Павлівки свідчать, що суцільні північні кущі бузького правобережжя тяглися на схід принаймні до річки Жердь. Що це була саме куща, стверджують і самі назви сіл: Гущенці, Медведовка, Лисіївка тощо.
Стосовно інших назв — Лесовка, Швайківці — то немає певності, що вони стосуються саме Лісової Лисіївки. Єдиним документальним свідченням минулого села є згадані межові акти стрижавських землевласників, чиї маєтності включають річку Жердь, де була закладена Лісова Лисіївка.
На той час землі вгору по течії Десни належали до прилуцького ґрунту князів Збаразьких. У 1606 році пан Спичинський судився з паном Гнєвошом Стрижавським про повернення збіглих від нього до Лисіївки виключно з жінками.
У 1624 році землі стрижавського маєтку: Переорки, Лисіївка, Соболівка переходять у власність Калиновського.
Польова Лисіївка на початку XVII ст. належала до прилуцького ключа князів Збаразьких. Земля ж села Холявинці числилась за прилуцьким ключем поміщиці Камілії Матвіївної Янківської.
До 1803 року село Лісова Лисіївка належало панам Чеснику Пршемільському та Ігнатію Чайковському. А 20 травня 1803 року село купив поміщик Йосип Іванович Васкевич.
Станом на 30 вересня 1711 року в с. Лісова Лисіївка проживали 64 сім'ї. Це були родини Гуленків, Гайдашів, Ковалів, Соців, Щербатих, Летких, Прусів, Миколаєвих, Пелинів, Ковальчуків, Чумаків, Гнидів, Зважіїв, Мельників, Бертманів, Ліпенків, Басів, Семчуків, Куштів та інших. Село граничило з Київською губернією, знаходячись за 18 верстов (1 верста дорівнює 1,6 км) на північний схід від повітового містечка Вінниця четвертого округу, за 12 верстов на південний схід від залізничної станції Калинівка, телеграф був за 6 верстов на станції села Турбів, пошта казенна (державна) — також за 6 верстов.
У XIX ст. село належало до Подільської губернії, та межувало з селом Холявинці, що було вже Київською губернією. Кордон проходив по річці Жердь. Після селянської реформи 1861 року, селяни Лосіївки почали викупати землі у місцевих поміщиків - Крижановського, Добровольської, Млоцького, Белявського, Виліжинської, Бондаржевського. Справи з викупу знаходяться у Державному архіві м. Києва, Ф.4 Оп.99. 
12 червня 2020 року, відповідно до Розпорядження Кабінету Міністрів України № 707-р, «Про визначення адміністративних центрів та затвердження територій територіальних громад Вінницької області», увійшло до складу Калинівської міської громади.
19 липня 2020 року, в результаті адміністративно-територіальної реформи і ліквідації Калинівського району, село увійшло до складу новоутвореного Хмільницького району.

## Відомі мешканці
- Слободяник Гнат Якович (* 1902, Лісова Лисіївка — † 1972) — український радянський інженер-хімік, технолог будівельних матеріалів

## Галерея

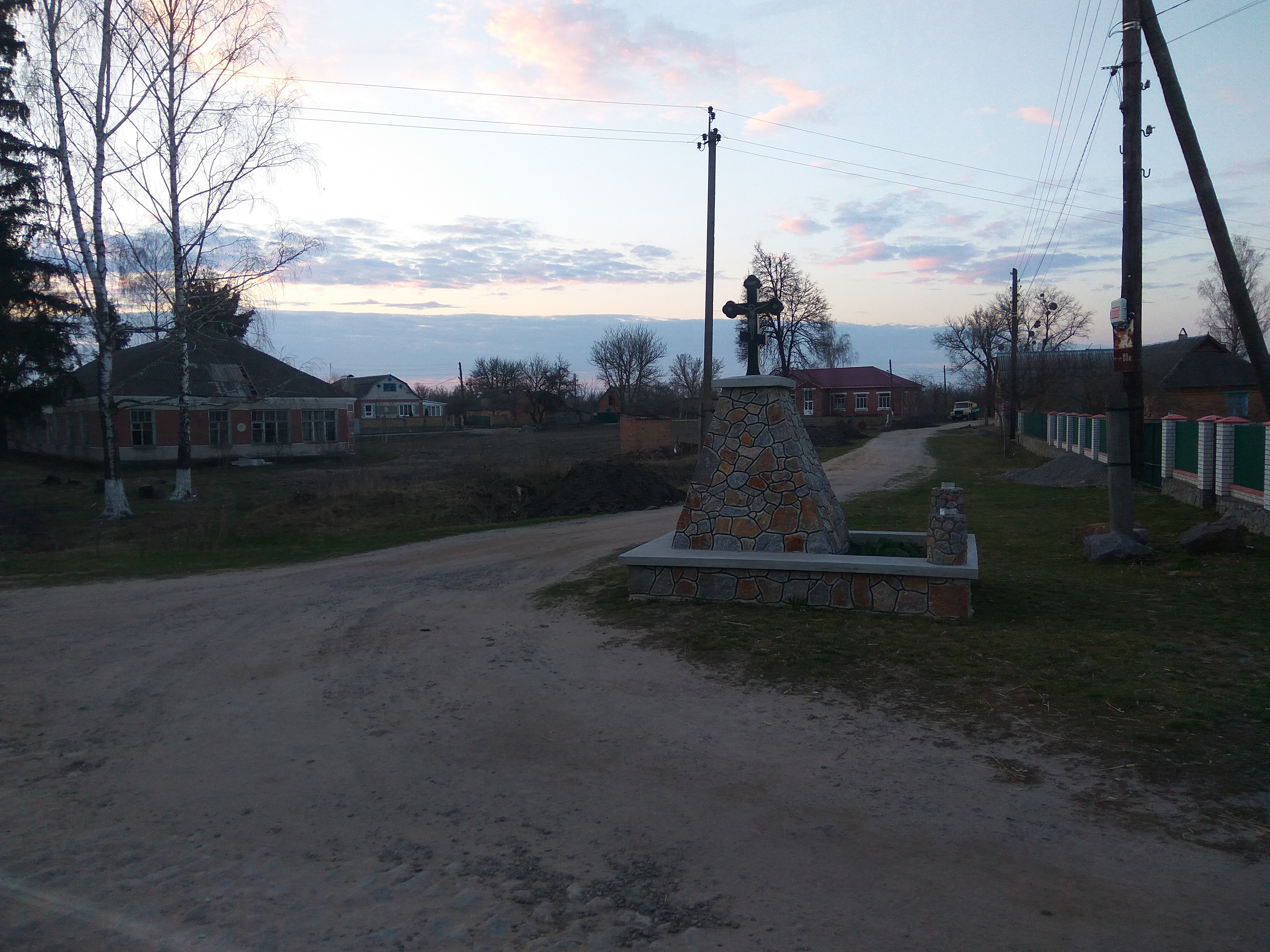
Ранок у селі
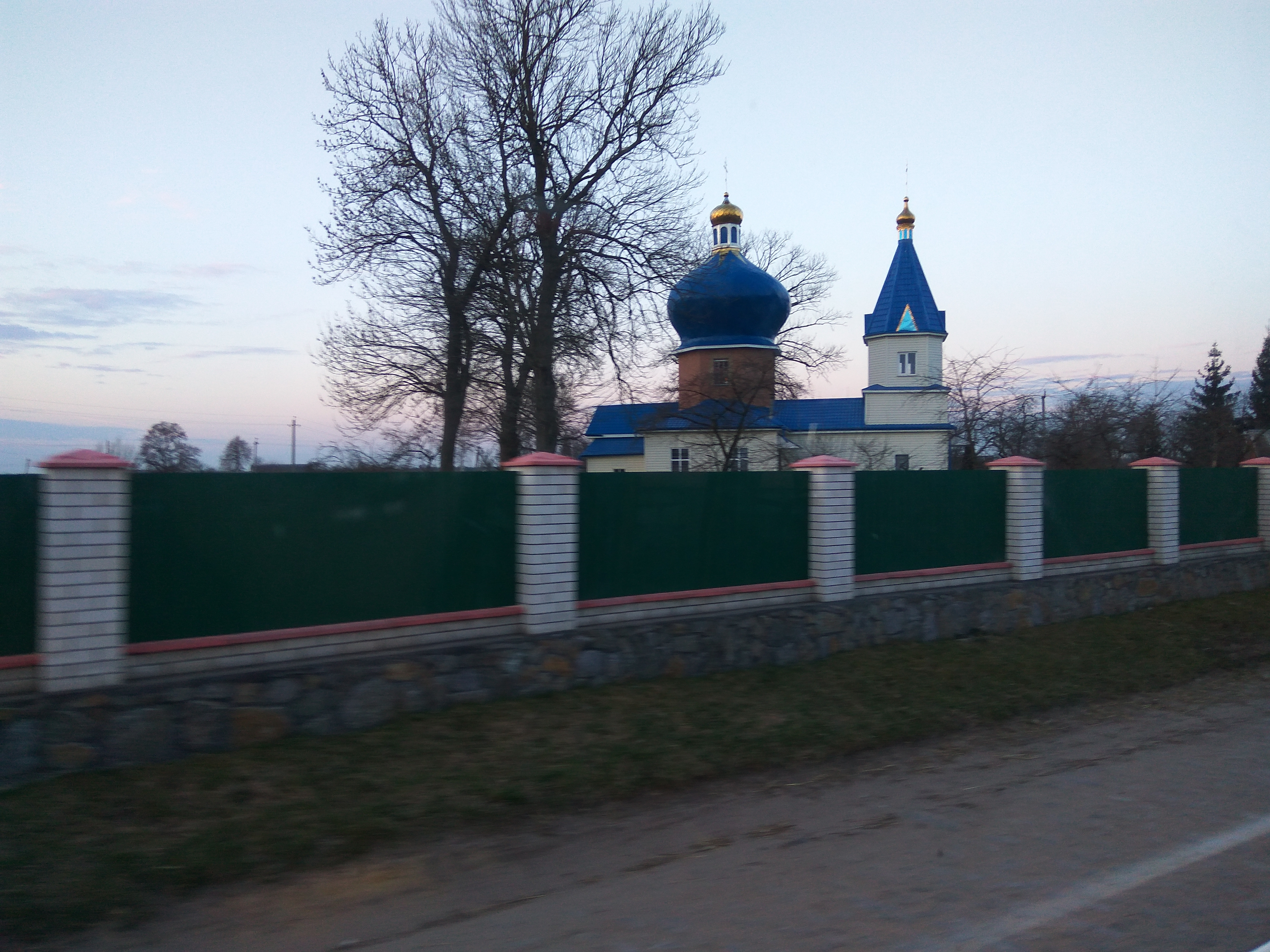
Церква
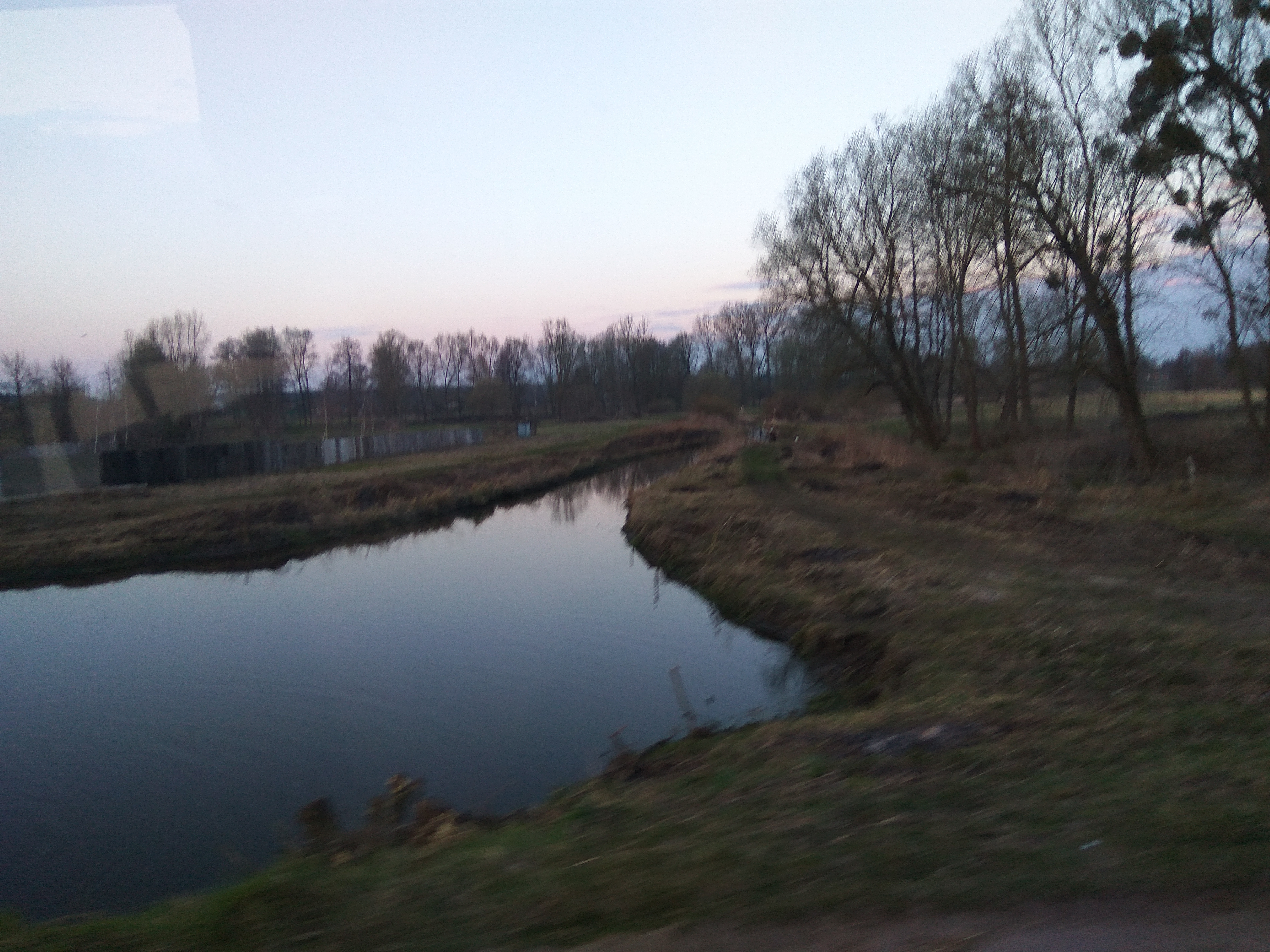
Річка
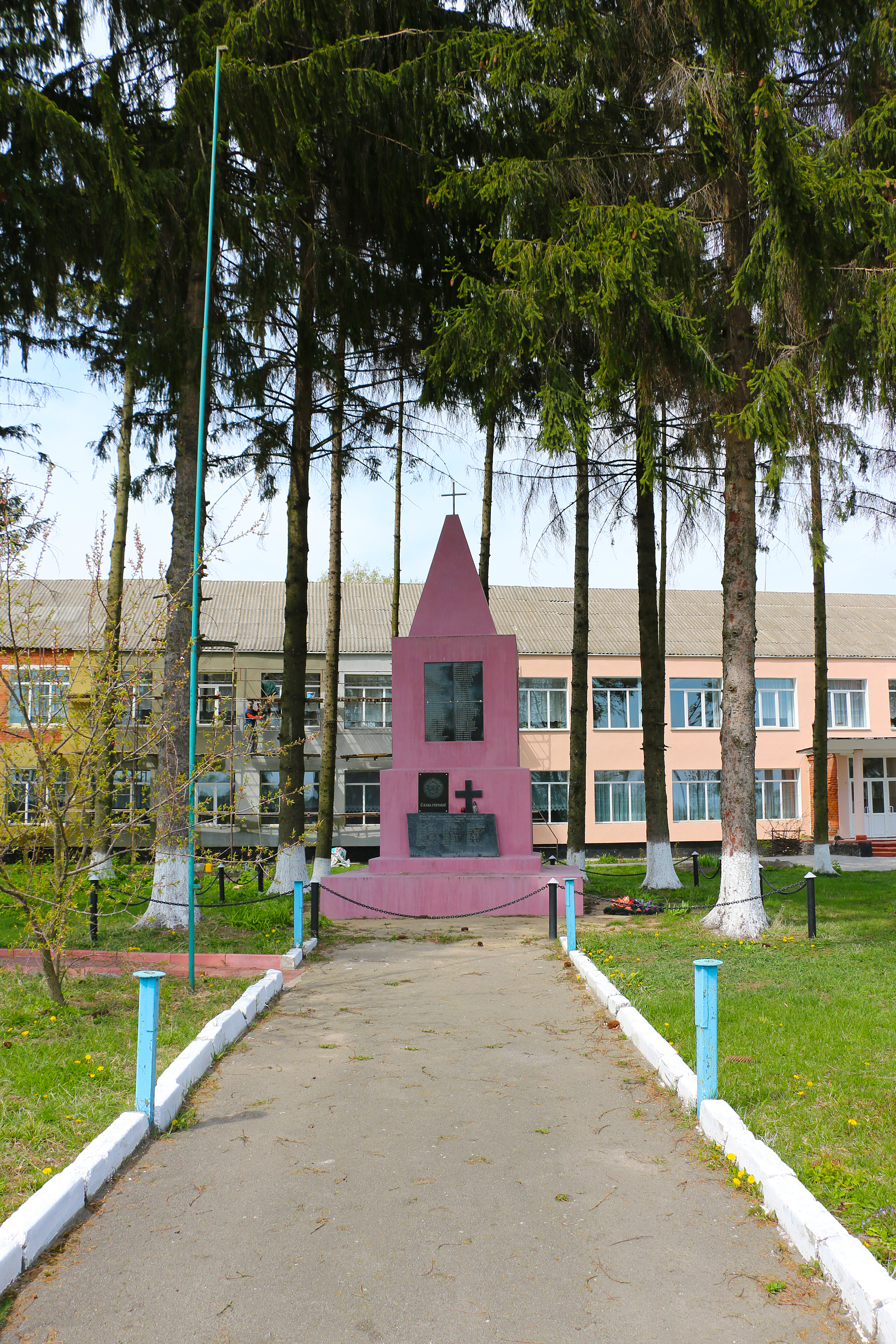
Пам'ятник воїнам-односельчанам
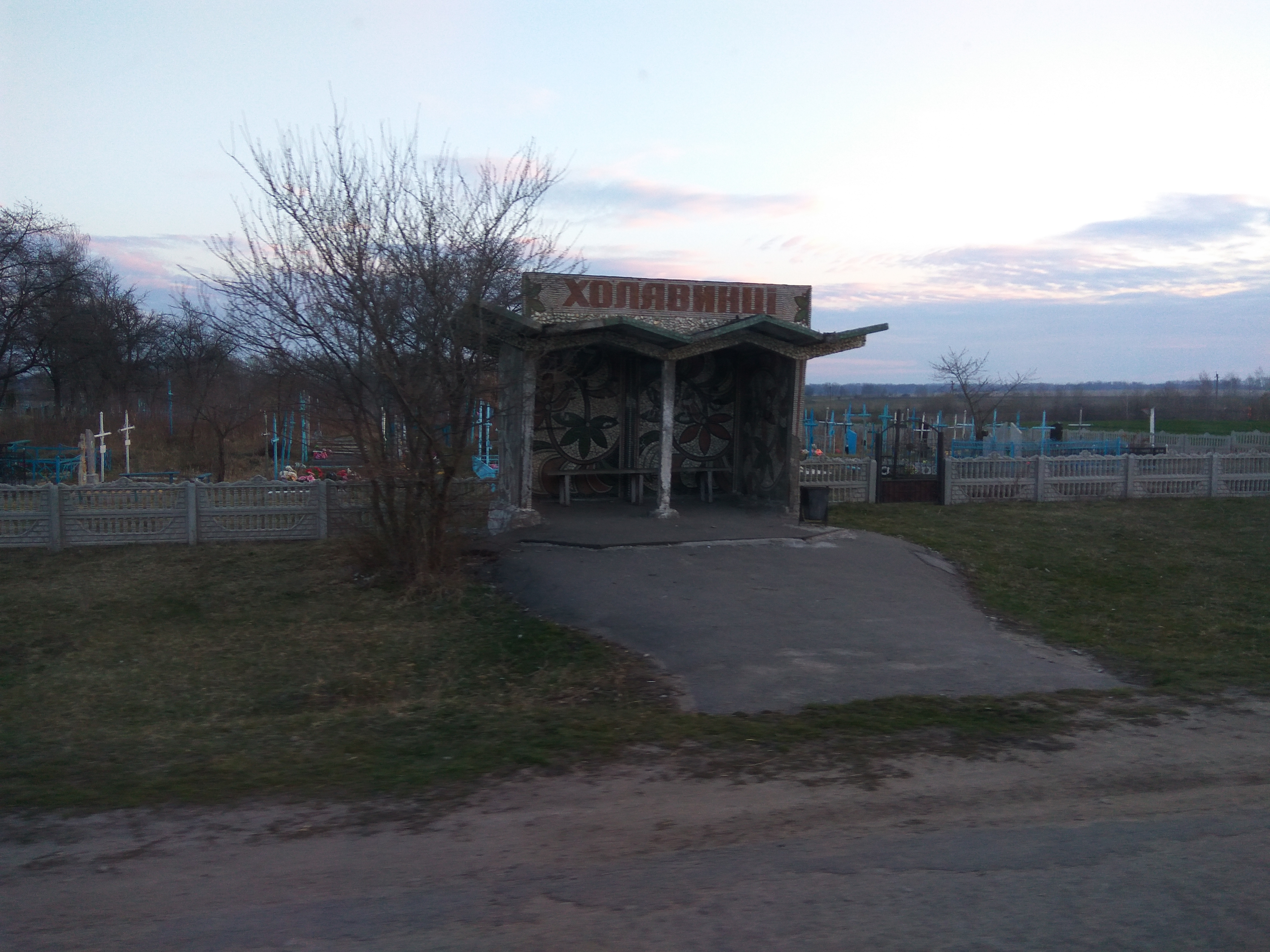
Автобусна зупинка на території колишнього села Холявинці

## Пам'ятки
- Калинівський лісовий заказник